# آب باله
آب باله (انگلیسی: Stabilizer)

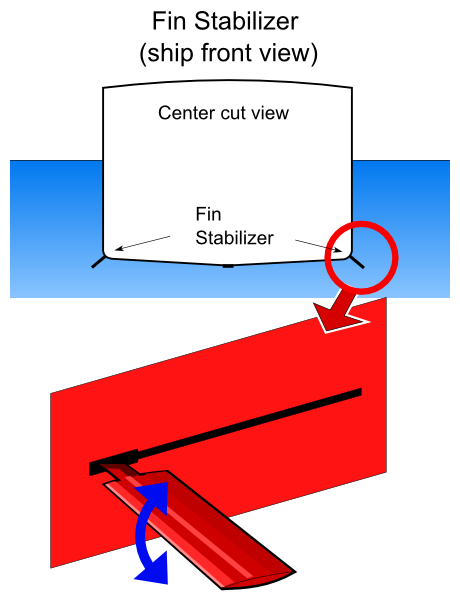

روتورهایی هستند که در کشتی در زیر خط آب نصب می‌شوند و به صورت جانبی از بدنه بیرون می‌آیند تا چرخش کشتی را در اثر باد یا امواج کاهش دهند. باله‌های فعال توسط یک سیستم کنترل ژیروسکوپی کنترل می‌شوند. هنگامی که ژیروسکوپ غلتیدن کشتی را حس می‌کند، زاویه حمله باله‌ها را تغییر می‌دهد تا برای مقابله با غلتش، نیرویی اعمال کند. آنها با کشش هیدرودینامیکی که هنگام تکان خوردن کشتی اعمال می‌شود، و حرکت کشتی را کاهش می‌دهند. این باله‌ها بیشتر در کشتی‌های اقیانوس پیما استفاده می‌شوند.

## عملکرد
زمانی که کشتی در حرکت است، باله‌ها با تولید نیروی بالابر یا رو به پایین کار می‌کنند. بالابر تولید شده توسط باله‌ها باید در مقابل ممان چرخشی کشتی عمل کند. برای انجام این کار، از دو بال که هر کدام در زیر آب در دو طرف کشتی نصب شده‌است، استفاده می‌شود. تثبیت کننده‌ها می‌توانند:
قابل جمع شدن - همه کشتی‌های کروز و فری متوسط و بزرگ[نیازمند منبع] این قابلیت را دارند که باله‌ها را در فضایی در داخل بدنه جمع کنند تا از مصرف سوخت اضافی جلوگیری شود و در مواقعی که به باله‌ها نیازی نیست فاصله بدنه مورد *نیاز کاهش یابد.
- غیرقابل جمع شدن - در کشتی‌های کوچک مانند قایق‌های تفریحی استفاده می‌شود.

حرکت تثبیت کننده شبیه به حرکت هواپیماها است. برخی از انواع باله‌ها، به‌ویژه آنهایی که روی کشتی‌های بزرگ‌تر نصب می‌شوند، با فلپ‌هایی ارائه می‌شوند که افزایش باله را تا حدود ۱۵ درصد افزایش می‌دهند. کنترل تثبیت کننده نیاز به در نظر گرفتن متغیرهای متعددی دارد که به سرعت تغییر می‌کنند: باد، امواج، حرکت کشتی، پیش نویس، و غیره. تثبیت کننده‌های باله در سرعت‌های بالاتر بسیار کارآمدتر هستند و زمانی که کشتی تحت سرعت حداقل است، کارایی خود را از دست می‌دهند. راه حل‌های تثبیت در لنگر یا با سرعت کم شامل باله‌های فعال کنترل شده (مانند سیستم تثبیت در حالت استراحت که توسط رولز رویس توسعه یافته‌است که برای مقابله با حرکت موج نوسان می‌کند)، و استوانه‌های چرخشی با استفاده از اثر مگنوس. دو سیستم آخری قابل جمع شدن هستند و به شما اجازه می‌دهد تا در هنگام پهلوگیری مشخصات کشتی نازک تری داشته باشید و در هنگام کروز کشش را کاهش دهید.

## تاریخچه
لئوپولد تاریخ تثبیت کننده را با تانک‌های ضد رول نصب شده بر روی کشتی‌های جنگی بریتانیا در پایان قرن نوزدهم آغاز می‌کند. یکی دیگر از فناوری‌های اولیه تثبیت، ژیروسکوپ ضد غلتش یا تثبیت ژیروسکوپی بود. در سال ۱۹۱۵ تثبیت کننده ژیروسکوپی بر روی ناوشکن ایالات متحده USS Worden (DD-16) نصب شد. کشتی حمل و نقل جنگ جهانی اول USS Henderson که در سال ۱۹۱۷ تکمیل شد، اولین کشتی بزرگ با تثبیت کننده‌های ژیروسکوپی بود. دو فلایویل ۲۵ تنی به قطر ۹ فوت داشت که در نزدیکی مرکز کشتی نصب شده بودند که با موتورهای AC 75 اسب بخار با سرعت ۱۱۰۰ دور در دقیقه می‌چرخیدند. جعبه‌های ژیروسکوپ بر روی یاتاقان‌های عمودی نصب شده بودند. هنگامی که یک ژیروسکوپ سنسور کوچک روی پل یک غلت را حس می‌کند، یک سروموتور ژیروسکوپ‌ها را حول یک محور عمودی در یک جهت می‌چرخاند تا فشردگی آنها با غلتش خنثی کند. در آزمایشات این سیستم توانست در ناآرام‌ترین دریاها غلتش را تا ۳ درجه کاهش دهد. برای حدود ۲۰ سال کارایی تثبیت کننده‌ها نامشخص بود (تا حدی به دلیل بهبود مدیران تیراندازی)، و در نیروی دریایی ایالات متحده این ویژگی آزمایشی باقی ماند (ژیروستابیلایزر در USS Osborne (DD-295)، تثبیت کننده فعال تانک در USS Hamilton. DMS-18)) تا سال ۱۹۵۰. یکی از معروف‌ترین کشتی‌هایی که برای اولین بار از ژیروسکوپ ضد غلت استفاده کرد، کشتی مسافربری ایتالیایی SS Conte di Savoia بود که برای اولین بار در نوامبر ۱۹۳۲ حرکت کرد. این کشتی دارای سه چرخ طیار با قطر ۱۳ فوت و وزن ۱۰۸ تن بود. تثبیت کننده ژیروسکوپ به دلیل وزن و حجم کمتر با تثبیت باله جایگزین شد، اما از دهه ۱۹۹۰ مورد توجه مجدد قرار گرفت (Seakeeper و غیره).
تثبیت کننده باله توسط Motora Shintaro ژاپنی در سال ۱۹۲۲ به ثبت رسیده بود. اولین استفاده از تثبیت کننده‌های باله در کشتی توسط یک کشتی مسافربری ژاپنی در سال ۱۹۳۳ بود. از اواخر دهه ۱۹۳۰، بریتانیا به‌طور فعال تثبیت کننده‌های باله دنی-براون را روی کشتی‌های جنگی خود نصب می‌کرد (بیش از ۱۰۰ نصب تا سال ۱۹۵۰). نیروی دریایی ایالات متحده به آزمایشات ناموفق با تانک‌های رول ادامه داد تا زمانی که نصب موفق تثبیت کننده باله بر روی USS Gyatt (1956) و USS Bronstein (DE-1037) (1958) انجام شد.
در سال ۱۹۳۴ یک لاینر هلندی یکی از غیرمعمول‌ترین سیستم‌های تثبیت کننده کشتی را معرفی کرد که در آن دو لوله بزرگ در هر طرف بدنه کشتی نصب شده بود که انتهای لوله‌ها به سمت دریا باز می‌شد. در بالای لوله‌ها هوای فشرده یا بخار پمپ شده بود. همان‌طور که کشتی می‌غلتید، طرفی که به سمت آن می‌غلتید پر از آب می‌شد و سپس هوا یا بخار فشرده برای فشار دادن آب به پایین تزریق می‌شد و با رول مقابله می‌کرد.